# Admiral's House
Admiral's House (en français, Maison de l'Amiral), également connue sous le nom de Building 1, est un bâtiment historique situé dans le quartier Nolan Park sur l'île de Governors Island dans le port de New York. Il a été initialement conçu par Martin E. Thompson dans le style néo-grec et achevé en 1843. La maison de l'amiral est à la fois sur le registre national des lieux historiques et un monument désigné de New York. 

## Histoire
Il a été conçu en 1840 par Martin E. Thompson dans le style néo-grec, et la construction a été achevée en 1843 ,,. Une aile sud a été ajoutée en 1886 et le toit a été relevé pour l'installation d'un portique d'entrée de style néo-colonial avec des colonnes doriques vers 1893–1918 . L'arrière de la maison a été repensé en 1936-1937 par Charles O. Cornelius, qui a supprimé le toit en crête d' origine de la maison et ajouté de la ferronnerie à la structure . 

### Usages
Governors Island a hébergé un poste de l'armée américaine alternativement connu sous le nom de Fort Columbus et Fort Jay et son quartier général des années 1870 jusqu'en 1965, lorsque la structure était connue sous le nom de Quartiers du Commandant ou Quartiers 1. Les résidents étaient Omar N. Bradley, Robert Lee Bullard, Adna Chaffee, John J. Pershing, Walter Bedell Smith, Leonard Wood, Jonathan Wainwright et Winfield Scott Hancock,, qui ont servi le président tout en vivant ici. 
En 1966, l'île est devenue une base de la Garde côtière américaine et le siège du troisième district de la Garde côtière et du Atlantic Area Command, et la maison a obtenu son nom le plus récent. Le 7 décembre 1988, la maison a été le lieu d'une réunion entre Mikhail Gorbachev, alors secrétaire général de l'Union soviétique et le président américain Ronald Reagan, juste après le discours de Gorbachev aux Nations Unies annonçant la " perestroïka ". La réunion au sommet a aidé les deux pays à prendre des mesures qui ont conduit à la fin de la Guerre froide  . La base de la Garde côtière a fermé ses portes en 1996, en partie à cause du dividende de la paix résultant de la diminution des tensions . 
La maison de l'amiral a été désignée monument de New York en 1967  et a été ajoutée au registre national des lieux historiques en 1972 . 

## Voir également
- Liste des monuments de New York
- Liste du Registre national des lieux historiques dans le comté de New York, New York